# Delage Type U
La Type U era un'autovettura di fascia medio-bassa prodotta tra il 1910 ed il 1911 dalla Casa automobilistica francese Delage.

## Profilo
Questa vettura andò a prendere il posto delle Type E, F e G e si poneva in concorrenza con vetture già affermate come la Renault Type AX, che era già divenuta molto famosa in Francia per la sua affidabilità.

Montava inizialmente un motore monocilindrico De Dion-Bouton da 942 cm³, in grado di erogare una potenza massima di 8,5 CV.

In seguito, tale motore fu sostituito con un altro di cilindrata pari a 952 cm³.

La Delage Type U fu l'ultima vettura di fascia medio-bassa prodotta dalla Casa di Levallois: nel 1911 fu tolta di produzione e da quel momento vi fu spazio solo per vetture medie, medio-alte, ma soprattutto di fascia alta.